# Кыштовский район
Кыштовский район — административно-территориальная единица (район) и муниципальное образование (муниципальный район) в Новосибирской области России.
Административный центр — село Кыштовка.

## География
Район расположен на северо-западе Новосибирской области, граничит с Северным, Венгеровским и Усть-Таркским районами Новосибирской области, Томской и Омской областями.
Территория района по данным на 2008 год — 1110,1 тыс. га, в том числе сельскохозяйственные угодья — 380,7 тыс. га (34,3 % всей площади). Основные реки — Тара, Чёка и Тартас. На территории района находится озеро Данилово (Серебряное), уникальное по составу воды, в последние годы здесь можно встретить туристов из разных регионов России. Север района охватывают Васюганские болота.

### Климат
Климат резко континентальный. По природно-климатическим условиям территория района близка к местностям, приравненным к Крайнему Северу, хотя в их перечень всё же не входит. Среднегодовая температура в среднем по району составляет около 0 градусов Цельсия, абсолютные минимум и максимум температуры: -46 °C и +33 °C соответственно.

## История
Переселение из Европейской части России на территорию современного Кыштовского района началось в XVII веке, когда Сибирь окончательно была присоединена к Российскому государству. До середины XIX века переселение шло стихийно, а после отмены крепостного права из густонаселённых губерний Центра и Западной России поток переселенцев в Каинский уезд Томской губернии и в том числе в Кыштовский переселенческий подрайон резко возрос. Росту потока переселенцев способствовало также строительство Транссибирской железной дороги в конце XIX века.
В 1870 году постановлением общего присутствия Томского губернского управления выделена Кыштовская волость, включавшая 42 деревни с общей численностью населения около 10 тыс. человек.
Первоначально Кыштовская волость входила в Каинский округ, а с 1893 года в Каинский уезд Томской губернии. В связи со значительным увеличением числа переселенческих посёлков и жителей волости в январе 1903 года на территории Кыштовской волости создаётся кроме Кыштовской ещё две — Верхне-Майзасская и Верхне-Тарская. В 1913 году из состава волости выделением северной части территории создана ещё одна волость — Чекинская. В 1922 году эта волость будет возвращена в состав Кыштовской волости.
В годы Гражданской войны Кыштовский район был одним из пяти центров партизанского движения против войск Колчака и мятежников чехословацкого корпуса. В деревне Межовка летом 1919 года началось первое выступление крестьян против Колчака. В сёлах Черновка, Куляба, Усманка и Кыштовка (центр восстания) шли бои с белогвардейцами. Восстание, позднее получившее название Урманского (в других источниках — Тарское восстание), разрослось и не затухало вплоть до прихода Красной Армии (51-й дивизии 5-й армии) в середине ноября 1919 года.
После установления советской власти гнёт на крестьян вызвал массовое недовольство. Летом 1920 года на значительной территории Сибири, включающей уезды Омской и Тюменской губерний, но более всего — на территории юго-запада Томской губернии, вспыхнуло крестьянское восстание, известное как «Сибирская Вандея». Восстание было жёстко подавлено подразделениями Красной Армии, усиленными отрядами вооружённых большевиков (т. н. части ЧОН). Вскоре Совнарком принял решение о замене в стране введённой ещё в 1916 году продразвёрстки продналогом, который нёс меньше гнёта на крестьян.
В 1922 году волости реорганизуются, Сибревком ведёт укрупнение малых волостей. В состав Кыштовской укрупнённой волости вновь введена Чекинская волость. В 1922—1925 годах волость преобразуется в Кыштовский район. В советское время на территории Томской губернии в 1925 году образован Сибирский край, который в 1930 году был разделён на Западно-Сибирский край и Восточно-Сибирский край. Кыштовский район выделен из состава Барабинского округа постановлением Президиума ВЦИК 25 мая 1925 года. В 1937 году из состава Западно-Сибирского края выделена Новосибирская область, на территории которой оказался Кыштовский район. Современные границы район обрёл в 1964 году, по завершении реформы административно-территориального деления.

### Достопримечательности[4]
- Мемориал воинам-землякам (с. Кыштовка);
- площадь Красных Партизан (с. Кыштовка);
- дом купца Грибкова XIX века (с. Кыштовка);
- Дом купца  Бармина – аптека (с. Кыштовка);
- Дом  купца Щеглова – районный музей (с. Кыштовка);
- Жилой дом Ивана Южанина (с. Кыштовка);
- Могила партизан А. Суворова и Иванова (с. Верх-Майзасс);
- Могила героя Советского Союза М. Е. Волкова (с. Верх-Тарка);
- Могила партизана Савицкого (с. Верх-Тарка);
- Могила партизана И. Соснина, расстрелянного колчаковцами (д. Вятка);
- Памятник на могиле партизан, павших в борьбе с колчаковцами (д. Куляба);
- Могила партизан, павших в боях с колчаковцами (д. Межовка);
- озеро Данилово (серебряное) (Малокрасноярский сельсовет, находится на расстоянии 64 км от районного центра);
- озеро Карбалык (7 км от районного центра);
- Майзасский охотничий заказник.

## Население
| 2002    | 2009    | 2010    | 2011    | 2012    | 2013    | 2014    |
| ------- | ------- | ------- | ------- | ------- | ------- | ------- |
| 16 427  | ↘13 862 | ↘13 530 | ↘12 339 | ↘11 937 | ↘11 543 | ↘11 227 |
| 2015    | 2016    | 2017    | 2018    | 2019    | 2020    | 2021    |
| ↘10 966 | ↘10 688 | ↘10 488 | ↘10 295 | ↘10 101 | ↘9982   | ↘9415   |

## Муниципально-территориальное устройство
В муниципальный район входят 17 муниципальных образований со статусом сельских поселений.
| №  | Сельские поселения         | Административный центр | Количество населённых пунктов | Население (чел.) | Площадь (км²) |
| -- | -------------------------- | ---------------------- | ----------------------------- | ---------------- | ------------- |
| 1  | Берёзовский сельсовет      | село Берёзовка         | 4                             | ↘221             | 129,38        |
| 2  | Большереченский сельсовет  | село Большеречье       | 2                             | ↘337             | 181,52        |
| 3  | Вараксинский сельсовет     | село Вараксино         | 4                             | ↗469             | 1026,07       |
| 4  | Верх-Майзасский сельсовет  | село Верх-Майзас       | 6                             | ↘381             | 459,26        |
| 5  | Верх-Таркский сельсовет    | село Верх-Тарка        | 3                             | ↗570             | 416,05        |
| 6  | Ерёминский сельсовет       | деревня Ерёмино        | 3                             | ↘304             | 274,82        |
| 7  | Заливинский сельсовет      | деревня Заливино       | 2                             | ↘218             | 217,02        |
| 8  | Колбасинский сельсовет     | деревня Колбаса        | 3                             | ↘182             | 408,19        |
| 9  | Крутихинский сельсовет     | село Крутиха           | 2                             | ↘122             | 4367,58       |
| 10 | Кулябинский сельсовет      | деревня Куляба         | 4                             | ↘361             | 537,39        |
| 11 | Кыштовский сельсовет       | село Кыштовка          | 3                             | ↗5070            | 75,33         |
| 12 | Малокрасноярский сельсовет | село Малокрасноярка    | 3                             | ↘421             | 197,55        |
| 13 | Новомайзасский сельсовет   | деревня Новый Майзас   | 4                             | ↘340             | 398,44        |
| 14 | Новочекинский сельсовет    | село Новоложниково     | 4                             | ↘175             | 175,13        |
| 15 | Орловский сельсовет        | деревня Орловка        | 1                             | ↗321             | 1612,48       |
| 16 | Сергеевский сельсовет      | село Сергеевка         | 4                             | ↘352             | 388,00        |
| 17 | Черновский сельсовет       | село Черновка          | 2                             | ↘181             | 237,07        |

### Населённые пункты
В Кыштовском районе 54 населённых пункта.
| №  | Населённый пункт | Тип     | Население | Муниципальное образование  |
| -- | ---------------- | ------- | --------- | -------------------------- |
| 1  | Агачаулово       | деревня | ↘59       | Кыштовский сельсовет       |
| 2  | Алексеевка       | деревня | →0        | Новомайзасский сельсовет   |
| 3  | Альменево        | деревня | ↘115      | Сергеевский сельсовет      |
| 4  | Аникино          | деревня | ↘35       | Крутихинский сельсовет     |
| 5  | Бакейка          | деревня | ↘69       | Сергеевский сельсовет      |
| 6  | Берёзовка        | село    | ↘169      | Берёзовский сельсовет      |
| 7  | Берестянка       | деревня | ↘10       | Верх-Майзасский сельсовет  |
| 8  | Беспаловка       | деревня | ↗48       | Берёзовский сельсовет      |
| 9  | Большеречье      | село    | ↘441      | Большереченский сельсовет  |
| 10 | Бочкарёвка       | деревня | ↘112      | Колбасинский сельсовет     |
| 11 | Вараксино        | село    | ↘197      | Вараксинский сельсовет     |
| 12 | Верх-Майзас      | село    | ↘187      | Верх-Майзасский сельсовет  |
| 13 | Верх-Тарка       | село    | ↘391      | Верх-Таркский сельсовет    |
| 14 | Верх-Чекино      | деревня | ↗47       | Ерёминский сельсовет       |
| 15 | Воскресенка      | деревня | ↘112      | Сергеевский сельсовет      |
| 16 | Вятка            | деревня | ↘86       | Кыштовский сельсовет       |
| 17 | Гавриловка       | деревня | ↘78       | Ерёминский сельсовет       |
| 18 | Ерёмино          | деревня | ↘300      | Ерёминский сельсовет       |
| 19 | Заливино         | деревня | ↘318      | Заливинский сельсовет      |
| 20 | Ивановка         | деревня | ↘154      | Верх-Майзасский сельсовет  |
| 21 | Камышинка        | деревня | ↘193      | Верх-Майзасский сельсовет  |
| 22 | Козловка         | деревня | →0        | Берёзовский сельсовет      |
| 23 | Колбаса          | деревня | ↘180      | Колбасинский сельсовет     |
| 24 | Комаровка        | деревня | ↘43       | Кулябинский сельсовет      |
| 25 | Коровинка        | деревня | ↘92       | Новомайзасский сельсовет   |
| 26 | Крутиха          | село    | ↘162      | Крутихинский сельсовет     |
| 27 | Куляба           | деревня | ↘218      | Кулябинский сельсовет      |
| 28 | Кыштовка         | село    | ↘4974     | Кыштовский сельсовет       |
| 29 | Макаровка        | деревня | ↘62       | Верх-Таркский сельсовет    |
| 30 | Малая Скирла     | деревня | ↘263      | Малокрасноярский сельсовет |
| 31 | Малокрасноярка   | село    | ↘261      | Малокрасноярский сельсовет |
| 32 | Межовка          | деревня | ↘356      | Верх-Таркский сельсовет    |
| 33 | Николаевка       | деревня | ↘106      | Берёзовский сельсовет      |
| 34 | Новоложниково    | село    | ↘133      | Новочекинский сельсовет    |
| 35 | Новониколаевка   | деревня | ↘18       | Большереченский сельсовет  |
| 36 | Новочекино       | деревня | ↘59       | Новочекинский сельсовет    |
| 37 | Новый Майзас     | деревня | ↘346      | Новомайзасский сельсовет   |
| 38 | Орловка          | деревня | ↗321      | Орловский сельсовет        |
| 39 | Пахомово         | деревня | ↘60       | Вараксинский сельсовет     |
| 40 | Понькино         | деревня | ↘38       | Кулябинский сельсовет      |
| 41 | Садовка          | деревня | ↗7        | Заливинский сельсовет      |
| 42 | Сергеевка        | село    | ↘229      | Сергеевский сельсовет      |
| 43 | Старая Скирла    | деревня | ↘12       | Малокрасноярский сельсовет |
| 44 | Старый Майзас    | деревня | ↘9        | Верх-Майзасский сельсовет  |
| 45 | Таволга          | посёлок | ↘56       | Новочекинский сельсовет    |
| 46 | Тынгиза          | деревня | ↘6        | Колбасинский сельсовет     |
| 47 | Усманка          | деревня | ↘304      | Вараксинский сельсовет     |
| 48 | Худышка          | деревня | ↘6        | Верх-Майзасский сельсовет  |
| 49 | Чекиаул          | деревня | ↘48       | Вараксинский сельсовет     |
| 50 | Чернаковка       | село    | ↘238      | Кулябинский сельсовет      |
| 51 | Черновка         | село    | ↘275      | Черновский сельсовет       |
| 52 | Шмаковка         | деревня | ↘36       | Новомайзасский сельсовет   |
| 53 | Ядкан            | деревня | ↘20       | Черновский сельсовет       |
| 54 | Ядрышниково      | деревня | ↘11       | Новочекинский сельсовет    |

1 марта 2010 года были упразднены деревни Новоеланка, Новопокровка и Петровка.

## Экономика

### Сельское хозяйство
Производство сельскохозяйственной продукции — основная отрасль экономики района. Сельским хозяйством занимаются 17 сельскохозяйственных кооперативов и 6 крестьянско-фермерских хозяйств. В число наиболее крупных сельхозпредприятий входят: АО «Вараксинское» и «Заря», колхозы «Красное поле» и имени Чкалова. В сельском хозяйстве занято 20 % всех работающих в районе. Основная специализация сельскохозяйственных предприятий — животноводство и растениеводство. В 2006 году в рамках приоритетного национального проекта «Развитие АПК» крестьянско-фермерским и личным подсобным хозяйствам населения выдано 118 кредитов на общую сумму 11,6 млн рублей. В 2016 году на территории района КФХ Стакановский Д. Н. осуществлена закладка многолетних садов облепихи и жимолости проектной площадью более 100 га.

### Полезные ископаемые и природные ресурсы
Район обладает значительными запасами возобновляемых лесных ресурсов. В районе имеются запасы нефти, торфа, сапропелей, кирпичных суглинок, большие запасы древесины (мелколиственные и темнохвойные леса), ягод, грибов, орехов, есть лесная дичь. В 2006 году проданы права пользования на 4 нефтеносных месторождения.

### Промышленность
Основу промышленного производства района составляют четыре промышленных предприятия: ЗАО Маслозавод «Верх-Тарский», Пищекомбинат Кыштовского производственно-торгового потребительского общества (ПТПО), ООО «Кыштовское хлебопекарное предприятие», ООО Кыштовский мясоперерабатывающий завод «Лесная Поляна» (КМПЗ). Промышленную продукцию производят также несколько небольших предприятий, промышленные подразделения сельских хозяйств и ГУП «Кыштовский лесхоз».

### Транспорт
Протяжённость автомобильных дорог — 370,6 км, из них с твердым покрытием — 130,5 км.

## Социальная сфера
В районе функционирует 23 образовательных учреждения, 7 детских дошкольных учреждений, 2 учреждения дополнительного образования. Здравоохранение представлено центральной районной больницей, 3 участковыми больницами, ФАП. Работают детская школа искусств, краеведческий музей, 32 дома культуры, 27 библиотек.

## Выдающиеся жители
Герои Советского Союза:
- Журавков Михаил Владимирович;
- Юрченко Пантелей Данилович;
- Волков Михаил Евдокимович;
- Чернявский Василий Ефимович.

Герой Российской Федерации:
- Тимерман Константин Анатольевич.